# Nutzungsentschädigung
Eine Nutzungsentschädigung ist eine dem Eigentümer einer Sache oder Inhaber eines Rechts kraft Gesetzes geschuldete Entschädigung, wenn ein vertraglich vereinbartes Nutzungsrecht an der Sache oder dem Recht nicht oder nicht mehr besteht.
Als Gegenleistung für ein Nutzungsrecht an Sachen (Gebrauchsüberlassung) oder Rechten (Nießbrauch) wird in der Regel ein Nutzungsentgelt vereinbart.

## Beispiele
Der Anspruch auf eine Nutzungsentschädigung ergibt sich aus den allgemeinen und den besonderen Vorschriften des Bürgerlichen Gesetzbuchs über Schuldverhältnisse. Ein Anspruch auf Nutzungsentschädigung kann sich dabei aus unterschiedlichen Fallkonstellationen ergeben, der wohl häufigste Fall ist hierbei das Vorenthalten einer dem Eigentümer zustehenden Sache.
Nachfolgend einige klassische Fallbeispiele:
- Der Mieter einer Wohnung zieht trotz Beendigung des Mietverhältnisses nicht aus. Dem Vermieter steht für die Dauer der Vorenthaltung als Entschädigung die vereinbarte Miete oder die ortsüblihce Vergleichsmiete zu (§ 546a BGB). Die für vergleichbare Sachen ortsübliche Miete ist bei beendeten Wohnraummietverträgen nicht nach Maßgabe der auf laufende Mietverhältnisse zugeschnittenen Regelung über Mieterhöhungen bis zur ortsüblichen Vergleichsmiete (§ 558 Abs. 2 BGB), sondern anhand der bei Neuabschluss eines Mietvertrages über die Wohnung ortsüblichen Miete (Marktmiete) zu bestimmen.[1]
- Einer von mehreren Erben einer Erbengemeinschaft nutzt das gemeinsam geerbte Grundstück allein, obwohl die Miterben damit nicht einverstanden sind.[2]
- Ein Autofahrer, der unverschuldet in einen Unfall verwickelt wurde und dessen Auto zur Reparatur in die  Werkstatt muss, hat für die Zeit des Werkstattaufenthaltes Anspruch auf eine Nutzungsausfallentschädigung – alternativ auf einen Leihwagen.[3]

## Höhe
Am Beispiel eines Kraftfahrzeuges soll die Ermittlung der Nutzungsentschädigung nachvollzogen werden. Beim Rücktritt von dem Kaufvertrag über ein Kfz hat der Käufer nicht nur das Auto zurückzugewähren, sondern dem Verkäufer auch die gezogenen Nutzungen herauszugeben (§ 346 BGB). Der Bundesgerichtshof (BGH) hat hierzu im September 2009 klargestellt, dass ein Autohändler bei der Rückabwicklung eines Kaufvertrages Anspruch auf Nutzungswertersatz gemäß § 346 Abs. 1 BGB hat. Eine Entscheidung des Europäischen Gerichtshofes (EuGH) bezüglich der Verbrauchsgüterkaufrichtlinie stehe diesem Grundsatz nicht entgegen. Begründet wird diese Entscheidung mit dem 15. Erwägungsgrund der Verbrauchsgüterkaufrichtlinie, der es ausdrücklich gestatte, dass die Benutzung der vertragswidrigen Waren im Falle der Vertragsauflösung berücksichtigt werden könne. Damit sei der Käufer verpflichtet, in diesem Fall gezogene Nutzungen an den Verkäufer herauszugeben oder hierfür Wertersatz gemäß § 346 Abs. 2 BGB zu leisten.
Maßgeblich sind der Bruttokaufpreis, die erwartete Gesamtlaufleistung und die tatsächlich gefahrenen Kilometer. Bei der Ermittlung der Nutzungsentschädigung kann folgende Formel zugrunde gelegt werden:
{\displaystyle {\text{Nutzungsentschädigung}}={\frac {{\text{Bruttokaufpreis}}\cdot {\text{tatsächlich gefahrene Kilometer}}}{\text{erwartete Gesamtlaufleistung}}}}.
Von Bedeutung ist der durch die Nutzung ersparte Aufwand des Nutzers für ein anderes Fahrzeug, während die eingetretene Wertminderung des Fahrzeugs (die altersbedingte Abnutzung) unberücksichtigt bleibt; es ist der Gebrauchsnutzen zu ersetzen, nicht jedoch der Wertverlust des Fahrzeugs. Zudem ist irrelevant, ob die Kilometer mit einem neuen oder alten Fahrzeug gefahren wurden oder ob die zu erwartende Gesamtlaufleistung bereits überschritten war. Auch der Restwert des Fahrzeugs fließt in die Berechnung des Entgelts nicht ein.

## Allgemeine Geschäftsbedingungen
In Allgemeinen Geschäftsbedingungen ist insbesondere eine Bestimmung unwirksam, nach der der Verwender für den Fall, dass eine Vertragspartei vom Vertrag zurücktritt oder den Vertrag kündigt, eine unangemessen hohe Vergütung für die Nutzung oder den Gebrauch einer Sache oder eines Rechts verlangen kann (§ 308 Nr. 7a BGB).